# Địa cực

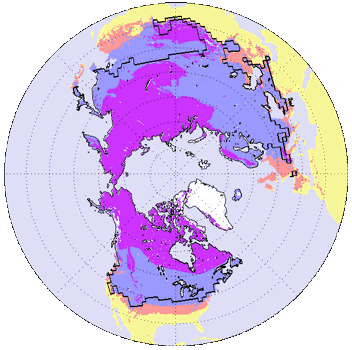
Bắc bán cầu băng vĩnh cửu (mặt đất đóng băng vĩnh viễn) màu tím

Các vùng địa cực, còn được gọi là các vùng băng giá của Trái Đất là các khu vực của hành tinh bao quanh các cực địa lý của nó (cực Bắc và Nam), nằm trong các vòng cực. Những vĩ độ cao này bị chi phối bởi các khối băng cực của Trái Đất: phía bắc nằm trên Bắc Băng Dương và phía nam trên lục địa Nam Cực.

## Vùng cực trên mặt đất

### Định nghĩa
Bắc Cực có nhiều định nghĩa khác nhau, bao gồm khu vực phía bắc Vòng Bắc Cực (hiện tại là Epoch 2010 ở 66 ° 33'44 "N), hoặc khu vực phía bắc vĩ độ 60 ° Bắc, hoặc khu vực từ Bắc Cực về phía nam đến đường gỗ. Nam Cực thường được định nghĩa là phía nam của vĩ độ 60 ° nam, hoặc lục địa Nam Cực. Hiệp ước Nam Cực năm 1959 sử dụng định nghĩa trước đây.
Hai vùng cực được phân biệt với hai vành đai khí hậu và sinh học khác của Trái Đất, vành đai nhiệt đới gần xích đạo và hai vùng vĩ độ trung bình nằm giữa vùng nhiệt đới và vùng cực.

### Khí hậu
Các vùng cực nhận được bức xạ mặt trời cường độ thấp hơn các phần khác của Trái Đất vì năng lượng của mặt trời đến vùng này với một góc xiên, lan rộng ra một khu vực lớn hơn và cũng đi một quãng đường dài hơn qua bầu khí quyển của Trái Đất, tại đó nó có thể bị hấp thụ, tán xạ hoặc phản xạ đó là điều tương tự làm cho mùa đông lạnh hơn so với phần còn lại của năm ở vùng ôn đới.
Độ nghiêng dọc trục của Trái Đất có ảnh hưởng lớn đến khí hậu của các vùng cực. Vì các vùng cực nằm xa xích đạo nhất, chúng nhận được ít ánh sáng mặt trời nhất và do đó rất lạnh. Lượng lớn băng và tuyết cũng phản ánh một phần lớn lượng nhỏ ánh sáng mặt trời mà các vùng Cực nhận được, góp phần gây ra cái lạnh. Các vùng cực được đặc trưng bởi khí hậu cực, nhiệt độ cực lạnh, băng giá bất cứ nơi nào có đủ lượng mưa để tạo thành băng vĩnh cửu và sự thay đổi cực độ của giờ ban ngày, với hai mươi bốn giờ ánh sáng ban ngày vào mùa hè và tối hoàn toàn vào giữa mùa đông.

### Vùng Bắc cực

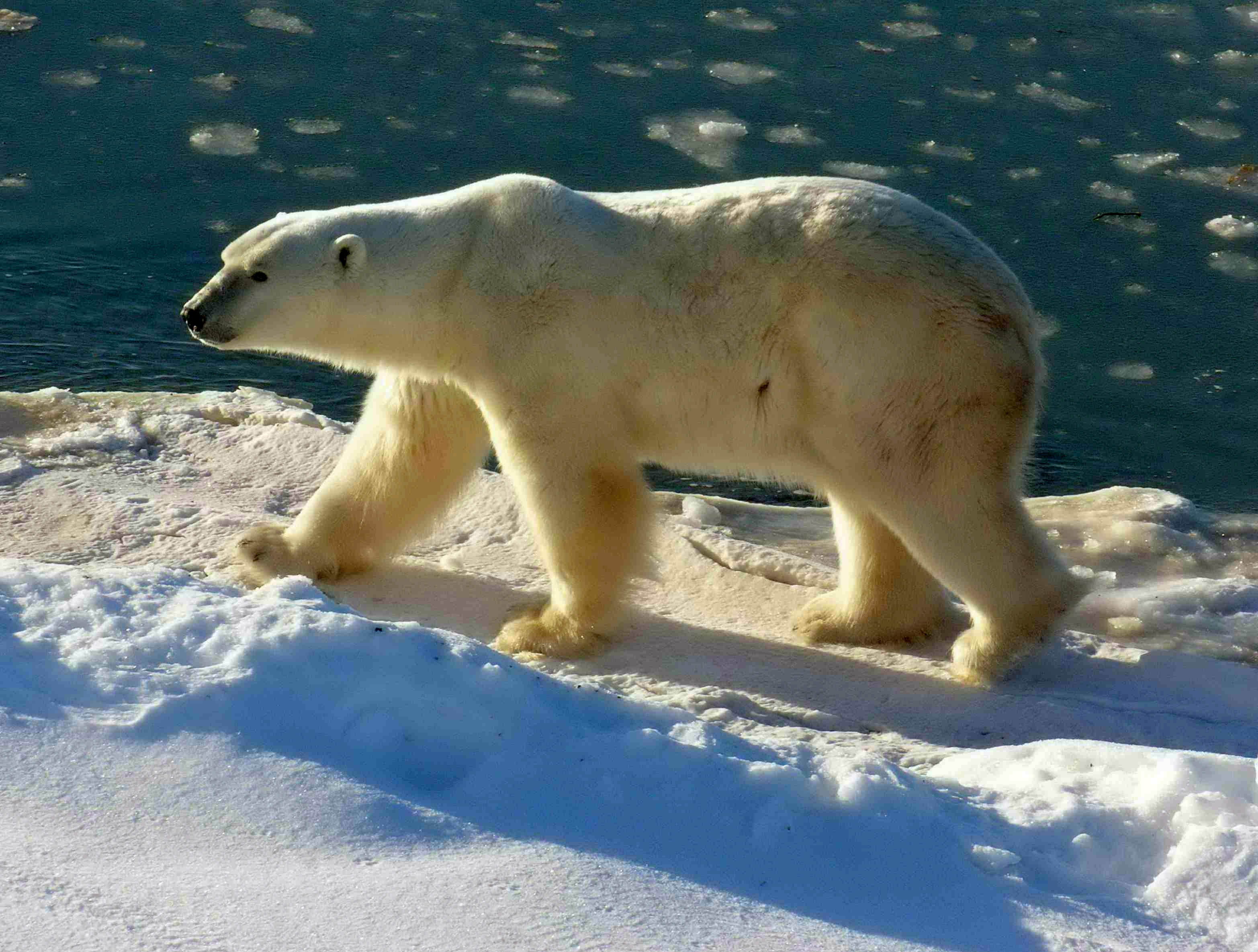
Gấu bắc cực

Có nhiều khu định cư ở vùng cực bắc của Trái Đất. Các quốc gia có yêu sách đối với các khu vực Bắc Cực là: Hoa Kỳ (Alaska), Canada (Yukon, Lãnh thổ Tây Bắc và Nunavut), Đan Mạch (Greenland), Na Uy, Phần Lan, Thụy Điển, Iceland và Nga. Các quần thể tuần hoàn Bắc cực thường chia sẻ nhiều điểm chung với nhau hơn so với các quần thể khác trong phạm vi quốc gia của họ. Như vậy, vùng cực bắc rất đa dạng về các khu định cư và văn hóa của con người.

### Nam Cực và biển phía Nam

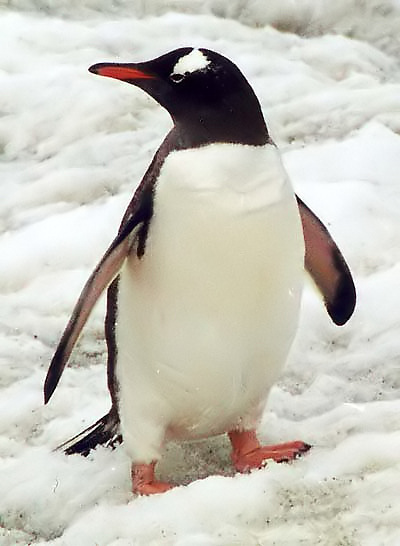
Chim cánh cụt vùng cực Nam

Vùng cực nam không có con người ở thường trú. Trạm McMurdo là trạm nghiên cứu lớn nhất ở Nam Cực, được điều hành bởi Hoa Kỳ. Các trạm đáng chú ý khác bao gồm Ga Palmer và Trạm Amundsen của Scott South Cực (Hoa Kỳ), Esperanza Base và Marambio Base (Argentina), Scott Base (New Zealand) và Vostok Station (Nga).
Mặc dù không có văn hóa con người bản địa, nhưng có một hệ sinh thái phức tạp, đặc biệt dọc theo các vùng ven biển của Nam Cực. Sự nổi dậy ven biển cung cấp các chất dinh dưỡng dồi dào, nuôi sống loài nhuyễn thể, một loại động vật giáp xác biển, từ đó nuôi sống một hệ sinh thái phức hợp các sinh vật sống từ chim cánh cụt đến cá voi xanh. 